# 2-й полк польских стрелков в Сибири
2-й полк польских стрелков в Сибири (пол. 2 Pułk Strzelców Polskich na Syberii) — национальное подразделение состоящие из этнических поляков. Полк входил в состав 5-й дивизии польских стрелков под командованием полковника Казимир Румши и воевал на стороне Русской армии адмирала А. В. Колчака против большевиков.

## История
10 ноября 1918 года в Новониколаевске был создан 2-й полк польских стрелков в Сибири на основании приказа Командования Польских Войск в восточной России. Изначально полк был сформирован из запасного батальона 1-го полка польских стрелков им. Тадеуша Костюшко под командованием лейтенанта Феликса Яворского. Позднее 2-й полк включён в состав 5-й дивизии польских стрелков под командованием полковника Казимира Румши. После возвращения в Польшу личный состав полка перешёл во 2-й Сибирский полк пехоты и 83-й Сибирский полк пехоты для участия в Советско-польской войне.

## Командный состав
Личный состав полка весной 1919 года:
Командиры полка
- командир полка — подполковник Людвик Кадлец
- заместитель командира полка — майор Эмиль Вернер
- адъютант — поручик Влодзимеж Шольце-Сороковский
- адъютант — поручик Адам Дзянотт

Первый батальон
- командир — капитан В.Борисевич
- командир — капитан Влодзимеж Шольце-Сороковский
- 1 рота — лейтенант Станислав Галинский
- 2 рота — лейтенант Станислав Бочневич
- 3 рота — поручик Шенк

Второй батальон
- командир — капитан Казимир Конечны
- адъютант — поручик Адам Дзянотт
- 4 рота — поручик Вержбицкий
- 5 рота — поручик Кашицкий
- 6 рота — поручик Глива

Третий батальон
- командир — капитан Мечислав Котвич-Добжаньский (попал в плен, бежал и вернулся в Польшу 1 мая 1920 г.)[5]
- 7 рота — поручик Томашевич
- 8 рота — поручик Шик
- 8 рота — поручик Ян Слива (попал в плен, бежал и вернулся в Польшу 22 июня 1920 г.)[6]
- 9 рота — поручик Шанецкий
- 9 рота — подпоручик Михаил Янчевский

Пулемётный батальон
- командир — капитан Антони Яворский (попал в плен, бежал и вернулся в Польшу 1 декабря 1920 г.)[5]
- 1 рота — поручик Млошовский
  - командир взвода — подпоручик Ян Голубский (попал в плен, бежал и вернулся в Польшу 3 декабря 1920 г.)[7]
- 2 рота — подпоручик Пехович
- 3 рота — поручик Беганский

Вне батальонные отряды
- офицерская школа — поручик Станислав Михоцкий (попал в плен, бежал и вернулся в Польшу 1 мая 1920 г.)[6]
- рота разведчиков — поручик Сигизмунд Вишневский
- рота связи — поручик Яржин
- зафронтовая рота — подпоручик Павел Знамировский (попал в плен, бежал и вернулся в Польшу 10 ноября 1920 г.)[7]